# Vilson Ahmeti
Vilson Ahmeti (født 5. september 1951) er en albansk politiker, der kortvarigt var Albaniens premierminister fra december 1991 til april 1992. 
Ahmeti var medlem af Socialistpatiet (Partia Socialiste e Shqipërisë), der var udsprunget af kommunistpartiet (Partia e Punës e Shqipërisë). Han blev udpeget til premierminister af præsident Ramiz Alia i december 1991, efter Ylli Bufi var trådt tilbage.
| Politiske embeder     | Politiske embeder                   | Politiske embeder               |
| --------------------- | ----------------------------------- | ------------------------------- |
| Foregående: Ylli Bufi | Albaniens premierminister 1991–1992 | Efterfølgende: Aleksandër Meksi |